# Sergios (Protospatharios)
Sergios (mittelgriechisch Σέργιος; † nach 718) war ein byzantinischer Protospatharios, Patrikios und Strategos von Sizilien.

## Leben
Sergios war die treibende Kraft hinter der Usurpation des Basileios Onomagulos auf Sizilien im Jahr 717. Auf die Nachricht vom angeblichen Fall Konstantinopels an die Araber krönte er seinen Untergebenen zum Kaiser, der daraufhin den Thronnamen Tiberios annahm. Auch als sich herausstellte, dass Konstantinopel nicht erobert worden war, nahm Sergios diese Krönung nicht zurück. Als Kaiser Leo III. eine Strafexpedition unter dem Chartularios Paulos nach Sizilien schickte, brach die Revolte in sich zusammen. Sergios floh zu den Langobarden nach Kalabrien, wurde aber später vom Kaiser begnadigt und durfte ins Reichsgebiet zurückkehren.
Unklar ist, weshalb Sergios sich nicht selbst zum Kaiser krönen ließ. In der Prosopographie der mittelbyzantinischen Zeit wird vermutet, dass er Eunuch oder aus einem anderen Grund für die Herrschaft nicht geeignet war. Ob er mit dem gleichnamigen Strategos von Sizilien identisch ist, der ab 731 amtierte, ist in der Forschung umstritten.